# Lucasium byrnei
Lucasium byrnei — вид геконоподібних ящірок родини диплодактилідів (Diplodactylidae). Ендемік Австралії. Вид названий на честь австралійського біолога Патріка Майкла Бірна.

## Опис
Довжина гекона (враховуючи хвіст) становить 80 мм. Він має коротку, опуклу голову з округлою мородою, вушні отворі на ній дуже малі, округлі. Ростральна луска дуже вузька, її ширина в приблизно в 4 рази більша за висоту, щілина посередині відсутня. Луски на горлі дрібні, зернисті, на череві вони пласкі, округлі, розташована близько одна до одної, дещо менші за дорсальні горбки. Хвіст має цилідричну форму, звужується на кінці. Луски на хвості формують кільця, зверху вони окуклі, знизу пласкі і чотирикутні. У самців з кожного боку від основи хвоста є 3-4 тупих шипа. Забарвлення верхньої частини тіла переважно біле, кремово-коричневе, червонувато-коричневе або темно-коричневе, поцятковане темними плямками та дрібними білими крапками. Між потилицею і задніми кінців ідуть 4-5 помітних неправильних W-подібних темно-коричневих поперечних смуг або плям.

## Поширення і екологія
Lucasium byrnei поширені у внутрішніх районах Австралії — на сході Південної Австралії, в центральному і південному Новому Південному Уельсі, а також на кордоні Північної Території і Квінсленду. Вони живуть на сухих луках, в сухих чагарникових заростях і рідколіссях, в напівпустелях і солончаках, в кам'янистих пустелях. Ведуть денний спосіб життя. Вдень ховаються в норах і тріщинах, а вночі шукають їжу — дрібних павуків, мурах, тарганів. цвіркунів, термітів і метеликів.